# Príncep elector

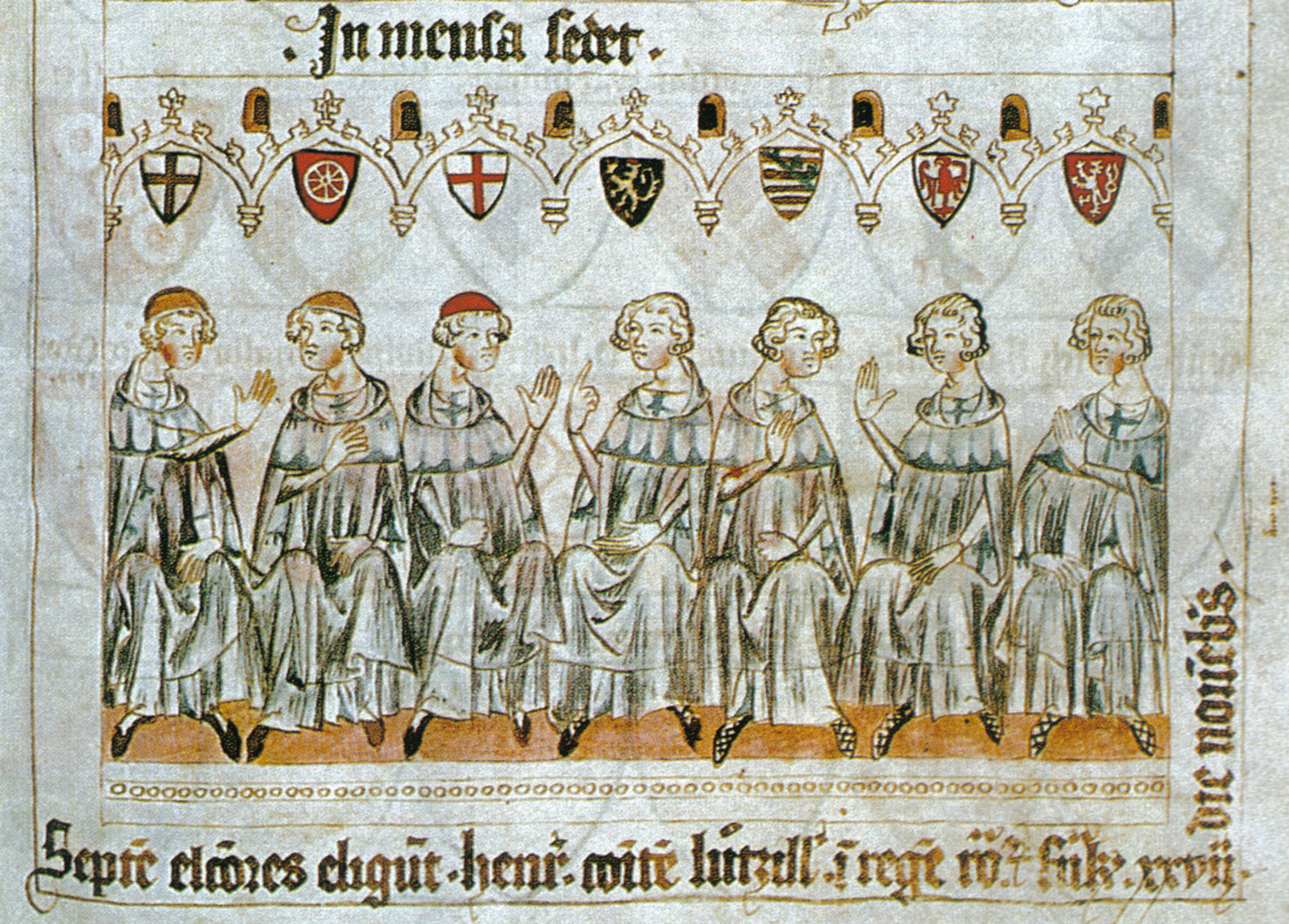
Il·lustració del Codex Balduineus, la més antiga que es coneix del col·legi electoral; d'esquerra a dreta s'hi veuen els arquebisbes de Colònia, Magúncia i Trèveris, el comte palatí del Rin, el duc de Saxònia, el marcgravi de Brandenburg i el rei de Bohèmia

Un príncep elector (en alemany Kurfürst, en llatí Princeps elector) del Sacre Imperi Romanogermànic, també conegut com a elector imperial o simplement elector, era cadascun dels membres del col·legi d'electors encarregat d'escollir els emperadors.
Els electors eren nobles procedents de les diverses nacions de l'Imperi i la seva dignitat era la més elevada per darrere només de l'emperador o del rei. A més del títol d'electors, rebien la dignitat d'«Altesa Serena» i el càrrec d'arxicanceller.

## Història

### Orígens
La figura del príncep elector té l'origen en la pràctica dels francs d'escollir els seus líders de forma assembleària. Dels dos estats que sorgiren de l'imperi dels francs, el regne de França va evolucionar cap a una monarquia hereditària, mentre que la monarquia germànica es va mantenir electiva.
Tot i que en teoria tots els homes lliures del regne tenien dret de vot, el sufragi va acabar limitant-se als líders dels diferents pobles que el constituïen. L'elecció de Lotari II, el 1125, es va dur a terme per mitjà d'un comitè de deu nobles eminents procedents dels diferents ducats arrel que, un cop feta l'elecció, van sotmetre la seva decisió a l'aprovació de la resta de magnats.

### Segle XIII

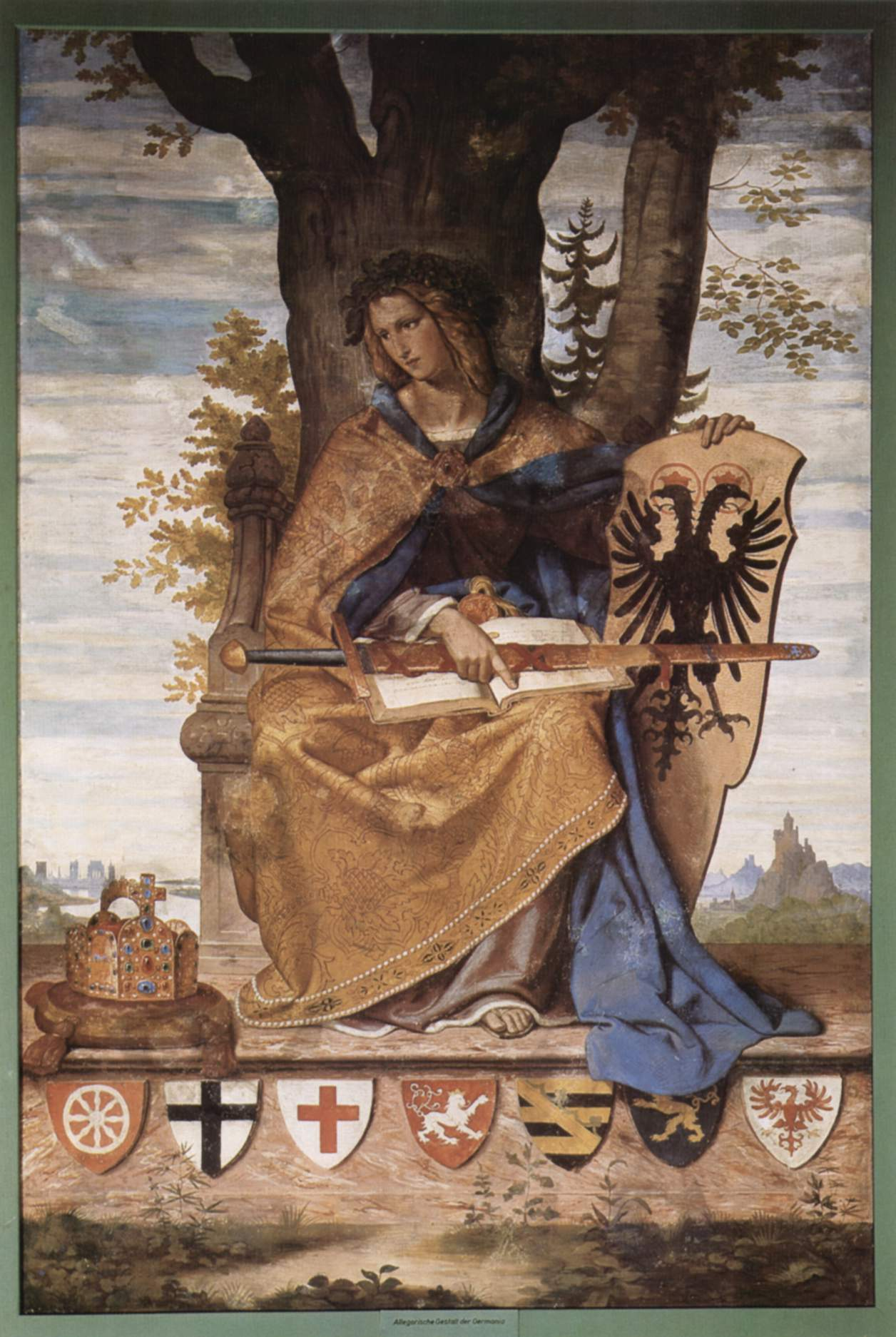
Fresc del amb les armes dels set electors sota una Germània personificada que sosté l'escut imperial

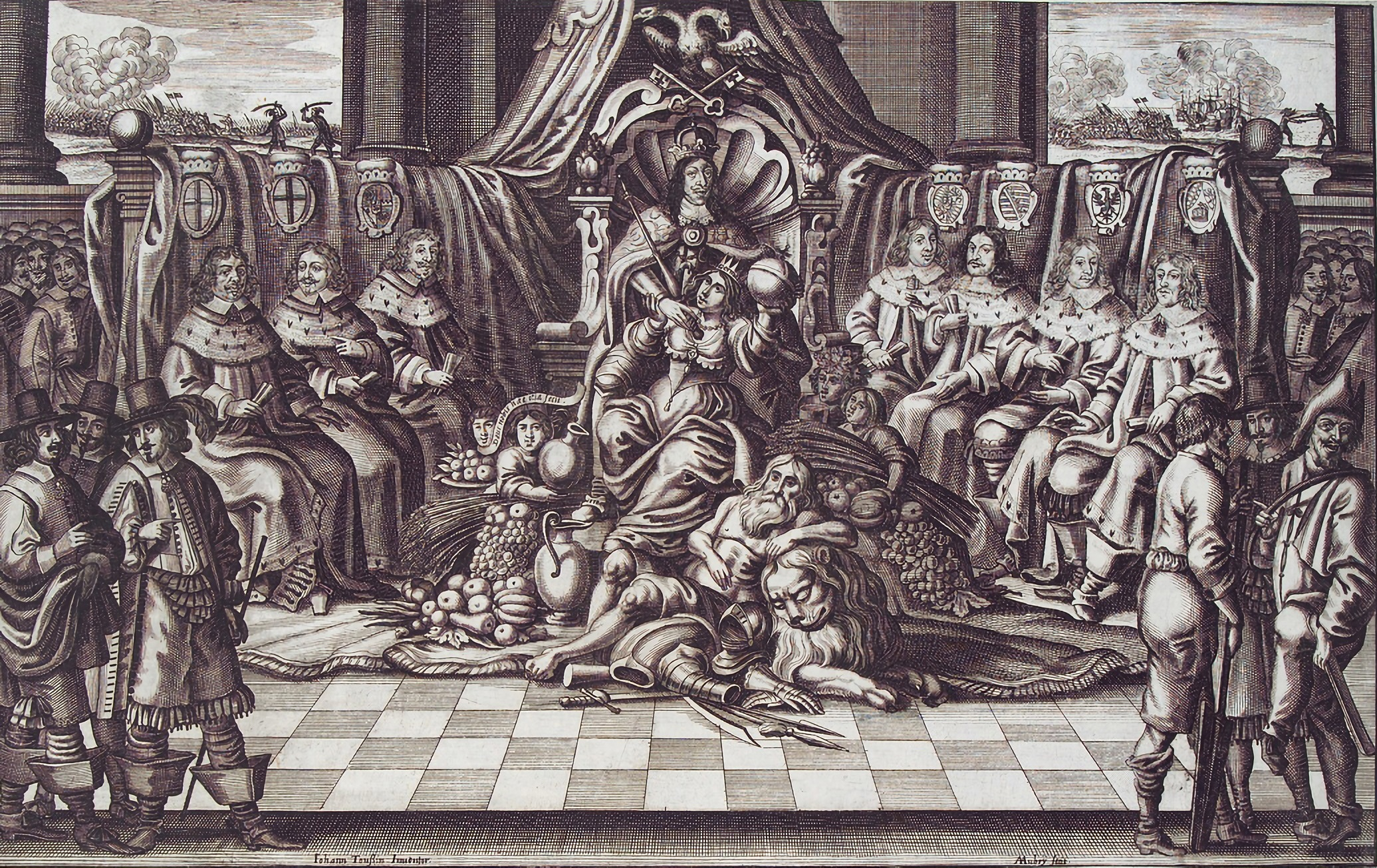
L'emperador Ferran III amb els vuit electors (gravat d'Abraham Aubry, Nuremberg 1663/64)

Aviat, els membres del col·legi electoral van quedar fixats a un selecte grup de prínceps. Es van reunir a l'elecció de Frederic I Barbaroja el 1152 i de Felip de Suàbia el 1198. La composició del col·legi apareix per primer cop en una carta del papa Urbà IV (segle xiii) on afirma que, d'acord amb «costums immemorials», els set prínceps que escollien el rei i el futur emperador eren:
| Elector                  | Rang        | Seu                                |
| ------------------------ | ----------- | ---------------------------------- |
| Arquebisbe de Magúncia   | Eclesiàstic | Magúncia                           |
| Arquebisbe de Trèveris   | Eclesiàstic | Trèveris                           |
| Arquebisbe de Colònia    | Eclesiàstic | Colònia                            |
| Comte Palatí del Rin     | Laic        | Heidelberg (Mannheim, des de 1720) |
| Duc de Saxònia           | Laic        | Dresden                            |
| Marcgravi de Brandenburg | Laic        | Brandenburg (Berlín, des de 1417)  |
| Rei de Bohèmia           | Laic        | Praga                              |

Els sis primers electors corresponien als senyors feudals més importants de l'antic territori franc. El Rei de Bohèmia no era considerat un príncep de l'Imperi sinó el rei d'una nació veïna i, per tant, no podia assistir a les reunions ordinàries i només tenia vot a les eleccions imperials.
L'elecció de 1257 va estar marcada per la polèmica per la legitimitat dels diferents electors, i va acabar amb l'elecció dos reis rivals: Ricard de Cornualla i Alfons X de Castella. El 1253 van tornar a haver-hi disputes quan la família Wittelsbach, que sempre sempre havien estat comtes del Palatinat i ducs de Baviera, es va escindir en dues branques i tant els comtes palatins com els ducs van reclamar la pertinença a l'electorat. També hi havia qui qüestionava els drets del rei de Bohèmia d'influir en l'elecció dels reis germànics al considerar-lo un estranger a l'Imperi.
La Butlla d'Or de 1356 per l'emperador Carles IV va acabar amb el debat establint clarament el funcionament del col·legi electoral i limitant-ne els membres als set tradicionals: Magúncia, Trèveris, Colònia, Palatinat, Saxònia, Brandenburg i Bohèmia.

### Seglexvii
La composició del col·legi va romandre invariable fins al segle xvii. El 1621, en el curs de la Guerra dels Trenta Anys, l'elector palatí Frederic V es va revoltar contra l'emperador i fou expulsat del col·legi, concedint-se el seu lloc al Duc de Baviera (cap de la branca cadet de la mateix dinastia dels Wittelsbach). A l'acabar la guerra el 1648, d'acord amb el tractat de Münster, es va tornar a acceptar el Palatinat de manera que el nombre d'electors s'incrementà a vuit.
El 1692, de resultes de la transmissió del Palatinat a una branca catòlica dels Wittelsbach, el predomini protestant al col·legi es va veure en perill. Per tal d'evitar-ho, es va introduir com a nou membre el duc de Brunswick-Lüneburg, que seria conegut com a Elector de Hannover. Quedaven així incorporats dos nous electors:
| Elector                   | Rang | Seu      |
| ------------------------- | ---- | -------- |
| Duc de Baviera            | Laic | Múnic    |
| Duc de Brunswick-Lüneburg | Laic | Hannover |

### Dissolució
La invasió napoleònica i el posterior Tractat de Lunéville (1801) va portar a l'abolició dels arquebisbats de Trèveris i Colònia, i que el tercer elector eclesiàstic es desplacés de Magúncia a Regensburg. El 1803 es van crear nous electorats per al duc de Württemberg, el marcgravi de Baden, el landgravi de Hessen-Kassel, i el duc de Salzburg, de manera que el nombre d'electors quedava fixat en deu. Aquesta nova composició, però, mai no fou operativa, ja que el Sacre Imperi es va dissoldre el 1806.
Amb l'abolició de l'Imperi els electors van continuar governant els seus territoris i en molts casos prengueren títols superiors per substituir el d'electors. Els ducs de Baviera, Württemberg i Saxònia es van proclamar reis, i també ho feu el de Brunswick-Lüneburg que ja era rei de la Gran Bretanya. El marcgravi de Baden es va elevar a la categoria de gran duc. Sols el landgravi de Hessen-Kassel va retenir el títol ja buit de significat d'«Elector de Hessen».

## Eleccions

### Procés d'elecció
Inicialment, els electors escollien qui havia de ser el "Rei dels Romans", títol que prenia el rei d'Alemanya. El Rei dels Romans només podia prendre el títol d'emperador un cop era coronat pel Papa. En molts casos el Papa va voler coronar un rei amb qui estava enemistat, o els reis no buscaven la coronació imperial. Però la no acceptació papal només privava d'usar el títol d'emperador, no a la capacitat de regnar. Eventualment la dinastia dels Habsburg va posar fi a les coronacions papals, i a partir de l'emperador Carles V els escollits pel col·legi electoral eren proclamats directament emperadors electes.	
D'acord amb la Butlla d'Or, abans d'un mes després de la mort d'un monara els electors havien de ser convocats per l'Arquebisbe de Magúncia. Durant l'interregne, el poder imperial seria exercit pels dos vicaris imperials: l'elector de Saxònia regnaria a les zones governades per la llei saxona (Saxònia, Westfàlia, Hannover i el nord 'Alemanya) i l'elector palatí exerciria de vicari de la resta de l'Imperi (Francònia, Suàbia, el Rin i el sud d'Alemanya). En molts casos, però, no hi havia interregne, ja que el nou rei s'havia escollit en vida de l'anterior.	
A partir del segle xv s'imposà el costum de celebrar les eleccions a Frankfurt, tot i que també n'hi hagué a Colònia (1531), Regensburg (1575 i 1636), i Augsburg (1653 i 1690). Els electors podien comparèixer-hi personalment, delegar el seu vot en un altre elector, o enviar un representant les credencials del qual havien de ser validades per l'arquebisbe de Magúncia.	
Les deliberacions solien tenir lloc a l'Ajuntament de la ciutat, i la cerimònia de votació es feia a la catedral. Cada elector emetia un vot, i podien escollir a qualsevol candidat (incloent a ells mateixos). El candidat amb més vots acceptava les capitulacions electorals i era proclamat Rei dels Romans.

### Decisions
Durant els segles x i xi, els prínceps es van limitar a confirmar la successió per als hereus dels monarques otonians (dinastia saxona) i sàlics (dinastia francònia). Amb la consolidació de la figura del príncep elector les decisions van fer-se menys previsibles, com en l'elecció de 1125 en què Lotari de Supplinburg fou elegit pel davant de parents propers. Tot i que algunes dinasties com les cases de Hohenstaufen o Luxemburg van arribar mantenir-se al poder traspassant l'Imperi als fills, els canvis dinàstics en les eleccions es van fer tornar habituals. Durant uns dos segles, la monarquia era electiva tant en teoria com a la pràctica.		
L'arribada al tron de la poderosa Casa d'Habsburg el segle xv va acabar amb les successions dinàstiques. Tots els monarques escollits des de 1438 fins a la dissolució de l'Imperi van ser els Arxiducs d'Àustria de la família dels Habsburg, amb l'única excepció de l'elecció d'un membre de la Casa Wittelsbach el 1740, quan l'Arxiducat va ser heretat per una dona. Per aquest motiu, en aquest darrer tram de la història del Sacre Imperi el paper dels electors va passar a ser majoritàriament cerimonial.